# Friedeburg
Friedeburg er en kommune i Landkreis Wittmund i den nordvestlige del af den tyske delstat Niedersachsen. Kommunen ligger ved østranden af den østfrisiske-oldenburgske gestryg.

## Geografi
Friedeburg er den sydligste kommune i landkreis Wittmund og den østligste i Østfrisland. Med et areal på 164 km² er den efter Wittmund den næststørste kommune i landkreisen. Den største udstækning i retningen nord-syd er knap 17 kilometer mellem nordenden af Knyphauser Waldes og sydenden af lokalområdet Bentstreek. I øst-vestlig retning er Friedeburg omkring 18,4 kilometer, fra grænsen til Aurich Wiesedermeer mod vest til Hof Hohemey ved grænsen til kommunen Sande mod øst.
Den nærmeste storby er Oldenburg omkring 43 kilometer mod sydøst. Nærliggende er også Wilhelmshaven knap 20 km mod nordøst, hvortil mange pendler fra Friedeburg.

### Nabokommuner
Friedeburg grænser til de østfrisiske Landkreise Aurich og Leer og til den Oldenborske Landkreis Friesland. På et kort stykke mod nordøst grænser Friedeburg til Jever, der er administrationsby i Friesland. Friedeburg grænser (med uret fra nordøst) til byen Schortens og kommunerne Sande og Zetel, alle tre i Landkreis Friesland. Mod syd ligger kommunen Uplengen i Landkreis Leer. Mod vest grænser Friedeburg til byerne Wiesmoor (mod sydvest) og Aurichbydelen Brockzetel (mod nordvest) i Landkreis Aurich. Nord for Friedeburg ligger byen Wittmund. Kommunen grænser dermed til tre Kreisstädte (administrationsbyer i en landkreis).

### Inddeling
I forvejen havde kommunerne Abickhafe, Dose, Hoheesche og Reepsholt sluttet sig sammen til kommunen Reepsholt. Disse blev ved områdereformen i 1972 lagt sammen med de indtil da selvstændige kommuner Friedeburg, Bentstreek, Etzel, Hesel, Horsten, Marx, Wiesede og Wiesedermeer til kommunen Friedeburg. Kommunen består i dag af tolv lokalområder.
Andre landsbyer og bebyggelser er Hohejohls, Moorstrich, Klein-Horsten, Heidendom, Barge, Upschört, Priemelsfehn, Heselerfeld samt Amerika og Rußland; Afstanden mellem Amerika og Rußland er på kun to kilometer.